# Андреа да Мурано
Андреа из Мурано (итал. Andrea da Murano) по документам известен с 1463 до 1512 гг.) — венецианский художник эпохи возрождения.

## Малоизвестная биография
Факты биографии художника известны мало и восстановлены за счёт архивных находок. Год рождения неизвестен, считается между 1440—1443 годами. Первое документальное упоминание о нём датировано 1463 годом, когда он работал с позолотой в церкви Сан-Заккариа.
По предположениям, Андреа де Мурано мог быть связан с художником Бартоломео Виварини (ок. 1430—1491). Известно, что оба художники в 1468 году совместно работали над картинами «Сцены жизни Авраама» для Скуолы Сан-Марко, ныне потерянными. Известно о существовании мастерской художника с 1472 года в Санта-Мария-Формоза, где работал и его брат Джироламо ди Джованни, так же занимавшейся резьбой по золоту. В 1480-е годы он работал на континенте в городке Кастельфранко, где делал композиции, известные в Венеции как «Святые беседы». Некоторое время работал в городе Тревизо.

## Художественная манера
Художественной манере художника присущи все черты венецианской школы эпохи раннего возрождения. Как и большинство картин венецианских художников того периода, произведениям Андреа да Мурано присущи торжественность, яркость красок. Указанием на непреодолимость средневековых черт были золотой фон алтарных образов и их неподвижность. Стилистика мастера колебалась в тех же пределах, что и стилистика братьев Виварини и художников семьи Беллини. Вместе с тем, вероятно, он также ориентировался на произведения Андреа Мантенья.

## Избранные произведения
- Полиптих «Мадонна со святыми и жертвователями», 1479 год
- «Св. Антоний», 1486 год
- «Алтарь Св. Бастьяна», 1484-1502 годы
- «Иоанн Евангелист»
- «Мадонна на троне со святыми Павлом и Петром, Николаем Мирликийским, Иоанном Крестителем», 1502 год.